# Ionel Alexandru
Ionel Alexandru (n. 9 martie 1950) este un fost senator român ales în legislatura 1990-1992 pe listele partidului FSN și în legislatura 2000-2004 ales în județul Brăila pe listele PRM. În legislatura 1990-1992, Ionel Alexandru a fost membru în grupurile parlamentare de prietenie cu Republica Turcia, Republica Libaneză și Republica Venezuela. În legislatura 2000-2004, Ionel Alexandru a fost membru în grupurile parlamentare de prietenie cu Republica Franceză-Senat, Republica Algeriană Democratică și Populară și India. În legislatura 2000-2004, Ionel Alexandru a înregistrat 116 luări de cuvânt, a inițiat 11 propuneri legislative din care 2 au fost promulgate legi. Ionel Alexandru a fost membru în comisia pentru administrație publică, organizarea teritoriului și protecția mediului și în comisia pentru cercetarea abuzurilor, combaterea corupției și petiții (din feb. 2002).  